# Lauria
Lauria é uma comuna italiana da região da Basilicata, província de Potenza, com cerca de 12.446 habitantes (2019). Estende-se por uma área de 175 km², tendo uma densidade populacional de 79 hab/km². Faz fronteira com Castelluccio Superiore, Castelsaraceno, Lagonegro, Laino Borgo (CS), Latronico, Moliterno, Nemoli, Tortora (CS), Trecchina.

## Demografia
| Variação demográfica do município entre 1861 e 2011                               |
|                                                                                   |
| Fonte: Istituto Nazionale di Statistica (ISTAT) - Elaboração gráfica da Wikipedia |